# Каунауэ
Каунауэ (исп. Río Caunahue) — река в провинции Ранко области Лос-Риос на юге Чили. Впадает в бухту Уэкекура на северо-востоке озера Ранко.
Река Каунауэ наряду с соседней рекой Калькуррупе пользуется популярностью среди туристов и любителей рыбной ловли на мух.